# Schiffswerft von Cölln
Die Schiffswerft von Cölln in Hamburg ist eine seit 1767 auf Finkenwerder bestehende Werft, die bis 1974 Schiffe baute und seitdem vorwiegend Reparaturen, Umbauten und Ausbauten durchführt.  

## Geschichte

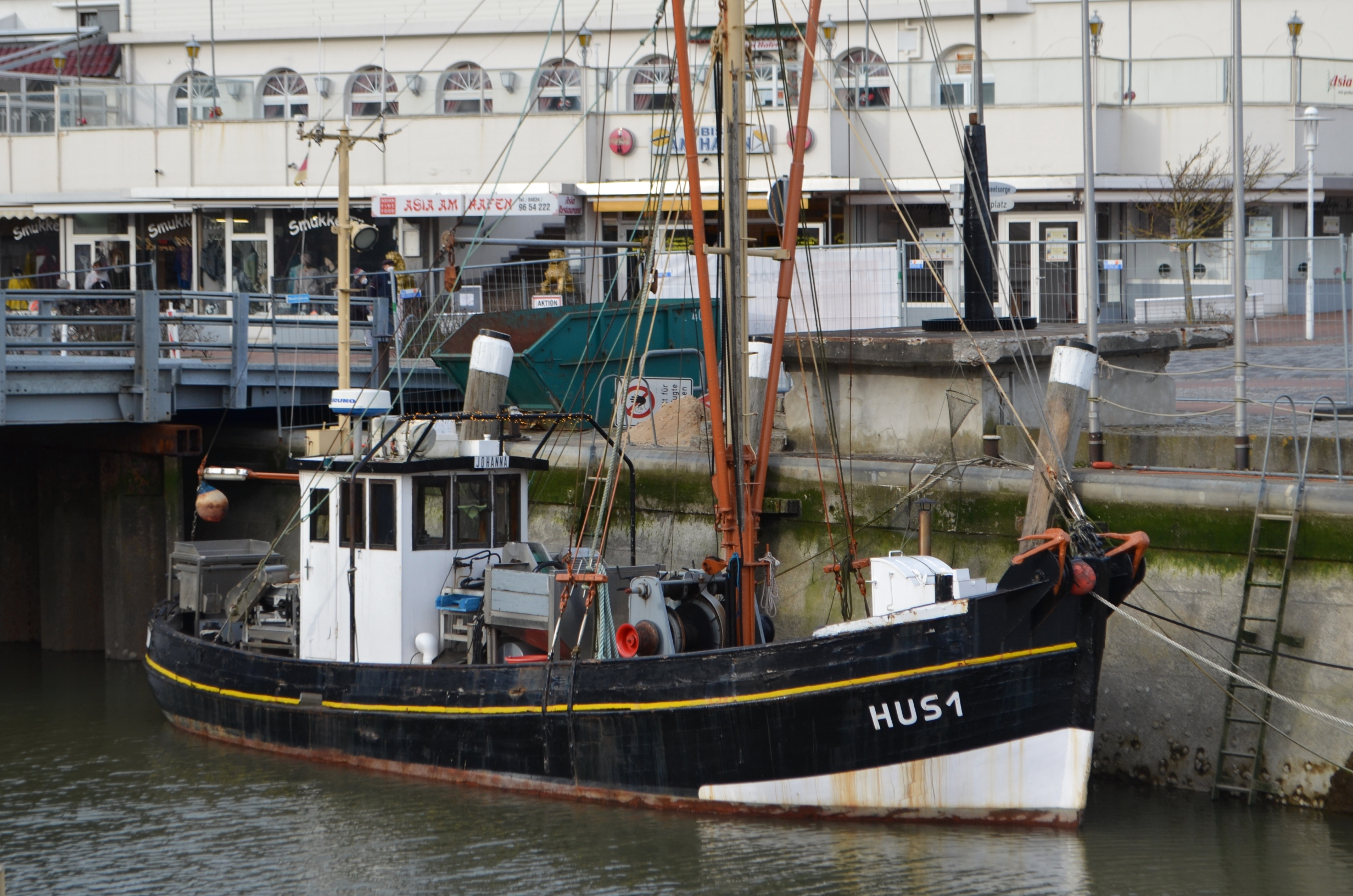
Der 1946 bei Cölln gebaute Kutter Johanna

Begründet wurde die Werft von dem niederländischen Bootsbauer Hinrich von Cölln (am heutigen Von-Cölln-Weg) dessen Nachfolger in achter Generation Henri und Jörg von Cölln sind. Bis 1880 wurden Giek-Ewer, Ewer, Schoner, Besanewer und Galeassen gebaut. Eines der frühen Schiffe war die Kuff Johannes. Danach entstanden auch motorgetriebene Fischkutter.
Im Zweiten Weltkrieg wurden Kleinst-Schnellboote vom Typ Hydra gebaut. Die Boote waren etwa 13 Meter lang, verdrängten etwa 7,5 t und erreichten eine Geschwindigkeit von 36 kn. Sie waren mit zwei Hecktorpedos bewaffnet.
Um 1960 entstanden Sturmboote für die Bundeswehr. Später wurden im Betrieb am Köhlfleet Hauptdeich Hafenfahrzeuge oder Fährschiffe der HADAG aufgearbeitet oder Alsterdampfer überholt.
Die Werft feierte 2017 ihr 250-jähriges Bestehen.